# أثاث الأبواب

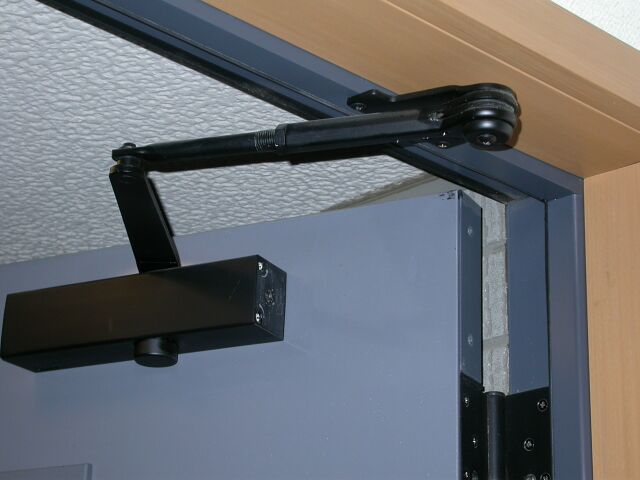
تصميم ميكانيكي لغلق الأبواب

يشير مصطلح أثاث الأبواب إلى أي عنصر من العناصر المرفقة مع الباب أو تلك التي تُستخدم لتحسين وظائفه أو مظهره.
يمثل تصميم أثاث الأبواب مشكلة بالنسبة للأشخاص ذوي الإعاقة الذين قد يجدون صعوبة في فتح بعض أنواع الأبواب أو استخدامها، وأيضًا بالنسبة للمتخصصين في التصميم الداخلي الذين غالبًا ما يأخذون الأمثلة التعليمية من تصاميم أثاث الأبواب واستخداماتها.
تنقسم عناصر أثاث الباب إلى عدة فئات موضحة أدناه.

## المفصلات
المفصلة هي مكون يربط أحد حواف الباب بإطاره، مع إعطاء المجال للحافة الأخرى بالحركة. تتكون المفصلة عادةً من زوج من الصفائح، في كل صفيحة مجموعة حلقات أسطوانية مفتوحة (المفاصل) متصلة بها. تتقابل مفاصل الصفيحتين بعضها مع بعض وتتشابك معًا. يُوضع مسمار المفصلة عبر مجموعتي المفاصل ويكون ثابتًا عادة، للجمع بين الصفيحتين وجعل المفصلة وحدة واحدة. يحتوي الباب الواحد على ثلاثة مفصلات، لكن الأمر ليس قاعدة ثابتة.

## المقابض
تحتوي الأبواب على مقبض ثابت واحد على الأقل، يكون مصحوبًا عادةً بمزلاج. تتكون «مجموعة المقبض» النموذجية من المقبض الخارجي، والشعار الخارجي، وقفل مستقل، بالإضافة إلى الحزمة الداخلية (مقبض أو ذراع). في بعض الأبواب، يُدمج المزلاج في مقبض مفصلي يُحرّر عند السحب.

## الأقفال
القفل هو جهاز يمنع وصول الأشخاص الذين لا يملكون مفتاحًا أو مجموعة من المفاتيح، وذلك بمنع عمل مزلاج واحد أو أكثر. يرافقه غالبًا غطاء ثقب المفتاح. سيكون لبعض الأبواب، خاصة القديمة منها، فتحة للمفتاح مصاحبة للقفل.

## المشابك
تستخدم معظم الأبواب مشبكًا واحدًا أو أكثر لإبقاء الباب مغلقًا. تشمل المشابك النموذجية:
- المتراس (السقاطة)؛ جهاز يسمح للشخص بإقفال الباب، لكنه لا يحتاج بالضرورة إلى مقبض خارجي.
- المزلاج؛ قضيب معدني يكون عادة داخليًا عند الباب، ومثبتًا بمشابك أو شكل محدد من الدعامات، ينزلق في دعامة لربط الباب.
  - المزلاج المدربس؛ مسمار ذو سطح زاوٍ، وهو بمثابة منحدر لدفع المزلاج في أثناء إغلاق الباب. يمكن عن طريق المزلاج إغلاق الباب دون الحاجة إلى تحريك المقبض.
  - القفل المركب (ديدبولت)؛ يمتد هذا النوع من الأقفال عادةً بشكل أعمق داخل الإطار ولا يمكن سحبه أوتوماتيكيًا كما هو. يُستخدم القفل المركب عمومًا لأغراض أمنية على الأبواب الخارجية إذا حاول شخص ما ركل الباب أو استخدم المطرقة أو مفك البراغي لفتحه.
- صفيحة الدق؛ صفيحة مع فتحة في المنتصف مصنوعة لاستقبال المزلاج. إذا كان الدق مخصصًا للمزلاج المدربس، فإنه يشتمل أيضًا على منطقة صغيرة منحدرة لمساعدة المزلاج على التحرك إلى الداخل في أثناء إغلاق الباب.